# Bentley Mulsanne
O Bentley Mulsanne é um sedan de porte grande da Bentley, A 1ª geração foi fabricada de 1980 a 1992, a 2ª geração em 2010 e continua até hoje.
É considerado um dos carros mais luxuosos do mundo, assim como um dos mais luxuosos, um dos mais fortes também. Por ter quase 2 toneladas, precisa ter um motor que produza muito torque (força) em rotações mais baixas. Seu motor V8 de mais de 500 Cavalos Vapor, pode chegar de 0 a 100 km/h em 5.3 segundos e pode chegar a 296 km/h, por ser desenvolvido mais pra torque do que pra velocidade. Possui uma transmissão de 8 marchas.
| {{{caption}}}          |
| Mulsanne Turbo (1984). |

| {{{caption}}} |
| Mulsanne S.   |

## Mulsanne (2010)
O novo Mulsanne foi apresentado ao público no Salão do Automóvel de Frankfurt de 2009. E o primeiro, de chassi número 1 foi vendido em agosto de 2009 por US$ 550.000, na ocasião do Pebble Beach Concours d'Elegance. Foi disponibilizado no Reino Unido no verão de 2010.